# توم غامبل
توم غامبل (بالإنجليزية: Tom Gamble)‏ هو منافس ألعاب قوى أسترالي، ولد في 25 نوفمبر 1991.

## وصلات خارجية
- توم غامبل على موقع الاتحاد الدولي لألعاب القوى (الإنجليزية)
- توم غامبل على موقع النتائج التاريخية لألعاب القوى الأسترالية (الإنجليزية)